# Apple Tree Yard
Apple Tree Yard é uma série de televisão britânica escrita por Amanda Coe e dirigida por Jessica Hobbs, baseada no romance de Louise Doughty publicado em 2013, a história é protagonizada por Emily Watson no papel de Yvone Carmichael.
No Brasil, a série foi exibida pelo canal Fox Premium 1.

## Sinopse
Yvonne Carmichael, uma mulher casada conhece um misterioso cientista, o que pode lhe custa tudo o que tem e acredita.

## Elenco
- Emily Watson como Dr Yvonne Carmichael
- Ben Chaplin como Mark Costley
- Mark Bonnar como Dr Gary Carmichael
- Steven Elder como George Selway
- Kezia Burrows como Kate Costley
- Susan Lynch como Susannah
- Franc Ashman como Liz
- Laure Stockley como Rosa
- Olivia Vinall como Carrie
- Adeel Akhtar como Jaspreet
- Assad Zaman como Sathnam
- Robin Morrissey como Jamie
- Jack Hamilton como Adam
- Grace Carey como Maddie
- Beth Chalmers como Sally
- Jim Creighton como Jake
- Alexis Conran como Harry
- Susannah Doyle como Marcia
- Darren Morfitt como Kevin
- Rhashan Stone como Robert
- Frances Tomelty como Price
- Denise Gough como DS Johns

## Recepção da crítica
A jornalista Patrícia Kogut escreveu em O Globo que : "a trama é um bem construído quebra-cabeças cheio de surpresas, longe do esquemático e do previsível. A série é uma pequena pérola, não tanto pelo roteiro. Chama a atenção mesmo a atuação de Emily Watson. Sua personagem exige muito, a atriz consegue transitar por todas as modulações com uma precisão que impressiona. Valeria conferir a produção só para apreciar o desempenho dela. Mas, como se não bastasse, é uma daquelas histórias deliciosas que não se deve perder".